# Acetamid
Acetamid, etanoamid – organiczny związek chemiczny z grupy amidów, pochodna kwasu octowego. W środowisku zasadowym i kwaśnym łatwo hydrolizuje.

## Otrzymywanie
- działanie amoniaku na octan etylu lub chlorek acetylu (substytucja nukleofilowa w grupie karbonylowej)
- ogrzewanie octanu amonu (następuje dehydratacja):

CH
3COONH
4 → CH
3CO−NH
2 + H
2O

## Zastosowanie
- w przemyśle tworzyw sztucznych jako plastyfikator, rozpuszczalnik, środek zwilżający w produkcji lakierów i materiałów wybuchowych[8]